# جيمس أوزوالد
جيمس أوزوالد (بالإنجليزية: James Oswald)‏ هو موظف مدني ومحامي وسياسي بريطاني، ولد في 1715، وتوفي في 1769. انتخب عضو مجلس الشعب في برلمان بريطانيا العظمى.